# Manchester United Football Club 1987-1988
Questa voce raccoglie le informazioni riguardanti il Manchester United Football Club nelle competizioni ufficiali della stagione 1987-1988

## Stagione
Inizialmente rimasto a ridosso delle prime posizioni della classifica della First Division, nel corso del nuovo anno solare il Manchester United riportò due sole sconfitte, concludendo il campionato al secondo posto con un notevole distacco dal Liverpool campione e senza poter disputare le Coppa UEFA per via della squalifica che la confederazione aveva inflitto ai club inglesi in seguito alla strage dell'Heysel. Nelle coppe nazionali i Red Devils si fermarono nelle fasi iniziali, venendo eliminati dall'Arsenal al quinto turno di FA Cup e dall'Oxford Utd nel medesimo turno di Coppa di Lega.

## Maglie e sponsor
Lo sponsor tecnico per la stagione 1987-1988 è Adidas, mentre lo sponsor ufficiale è Sharp.
| Manica sinistra · Manica sinistra · Maglietta · Maglietta · Manica destra · Manica destra · Pantaloncini · Pantaloncini · Calzettoni · Calzettoni | Manica sinistra · Manica sinistra · Maglietta · Maglietta · Manica destra · Manica destra · Pantaloncini · Pantaloncini · Calzettoni · Calzettoni | Manica sinistra · Manica sinistra · Maglietta · Maglietta · Manica destra · Manica destra · Pantaloncini · Pantaloncini · Calzettoni · Calzettoni |  |

## Rosa
| N. |                        | Ruolo | Calciatore        |
| -- | ---------------------- | ----- | ----------------- |
|    | Inghilterra (bandiera) | P     | Chris Turner      |
|    | Inghilterra (bandiera) | P     | Gary Walsh        |
|    | Scozia (bandiera)      | D     | Arthur Albiston   |
|    | Inghilterra (bandiera) | D     | Viv Anderson      |
|    | Galles (bandiera)      | D     | Clayton Blackmore |
|    | Inghilterra (bandiera) | D     | Steve Bruce       |
|    | Inghilterra (bandiera) | D     | Mike Duxbury      |
|    | Inghilterra (bandiera) | D     | Billy Garton      |
|    | Inghilterra (bandiera) | D     | Colin Gibson      |
|    | Scozia (bandiera)      | D     | Graeme Hogg       |
|    | Inghilterra (bandiera) | D     | Lee Martin        |
|    | Irlanda (bandiera)     | D     | Paul McGrath      |

| N. |                             | Ruolo | Calciatore       |
| -- | --------------------------- | ----- | ---------------- |
|    | Irlanda (bandiera)          | D     | Kevin Moran      |
|    | Inghilterra (bandiera)      | C     | Tony Gill        |
|    | Inghilterra (bandiera)      | C     | Remi Moses       |
|    | Irlanda (bandiera)          | C     | Liam O'Brien     |
|    | Danimarca (bandiera)        | C     | Jesper Olsen     |
|    | Inghilterra (bandiera)      | C     | Bryan Robson     |
|    | Scozia (bandiera)           | C     | Gordon Strachan  |
|    | Inghilterra (bandiera)      | A     | Peter Davenport  |
|    | Galles (bandiera)           | A     | Deiniol Graham   |
|    | Scozia (bandiera)           | A     | Brian McClair    |
|    | Irlanda del Nord (bandiera) | A     | Norman Whiteside |